# Живкович, Михайло
Михайло Живкович (серб. Михајло Живковић, Mihajlo Živković) (22 сентября 1856, Белград — 28 апреля 1930) — сербский генерал.

## Биография
Во время Сербско-турецкой войны 1876—1877 годов командовал Брагачевским батальоном.
В 1908—1909 годах — военный министр. В 1908 и 1909—1912 годах — начальник Военной академии. Один из ведущих военных теоретиков Сербии. Во время балканских войн — командир Ибарского войска.
С началом Первой мировой войны возглавил войска обороны Белграда. После эвакуации сербской армии из страны переехал в Россию.
В 1916 году в Одессе сформировал сербский добровольческий корпус, во главе которого с русской армией действовал в Добрудже.
В июне 1918 года вышел в отставку.